# کالکواستیبیت
کالکواستیبیت  (به انگلیسی: Chalcostibite) با فرمول شیمیایی CuSbS2 از مجموعه کانی هاست و بهترین کریستال آن درمراکش به دست آمده و دارای شکستگی ناصاف است. در زبان یونانی Khalkos یعنی مس و Stibi به معنای سیاه آنتیموان است. حل شونده در HNO3 Cu:۴۸٫۴۲٪  As:۱۹٫۰۲٪  S:۳۲٫۵۶٪  همراه با Fe,Sb,Zn برای اولین بار در مراکش کشف شد و از نظر شکل بلور: ورقه‌ها و لایه‌های بلند و خطوط موازی آشکار، رنگ: خاکستری سربی تا سیاه، شفافیت: کدر(اپاک)، شکستگی: ناصاف، جلا: فلزی، رخ: خوب - مطابق با سطح، سیستم تبلور: ارترومبیک و در رده‌بندی سولفور است  و منشأ تشکیل آن هیدروترمال است.
همایند کانی‌شناسی (پارانژ) آن - ژامسونیت- کالکوپیریت- بورنیت است
، از نظر ژیزمان بلور- اگرگات دانه‌ای - توده‌ای نسبتاْ کمیاب است و بیشتر در آلمان شرقی، اسپانیا، بولیوی و مراکش یافت می‌شود.

## منبع
- پردیس کشاورزی ایران